# Сімнас
Сімнас (лит. Simnas) — місто в Алітуському районі Алітуського повіту Литви, є адміністративним центром Сімнаського староства. Населення 1198 осіб (2020).

## Географія
Розташований за 23 км від Алітуса і за 128 км від Вільнюса на трасі Р76. Залізнична станція на гілці Казлу-Руда — Алітус. Межує з двома озерами — Сімнас і Гілуйтіс і кількома ставками.

## Етимологія назви

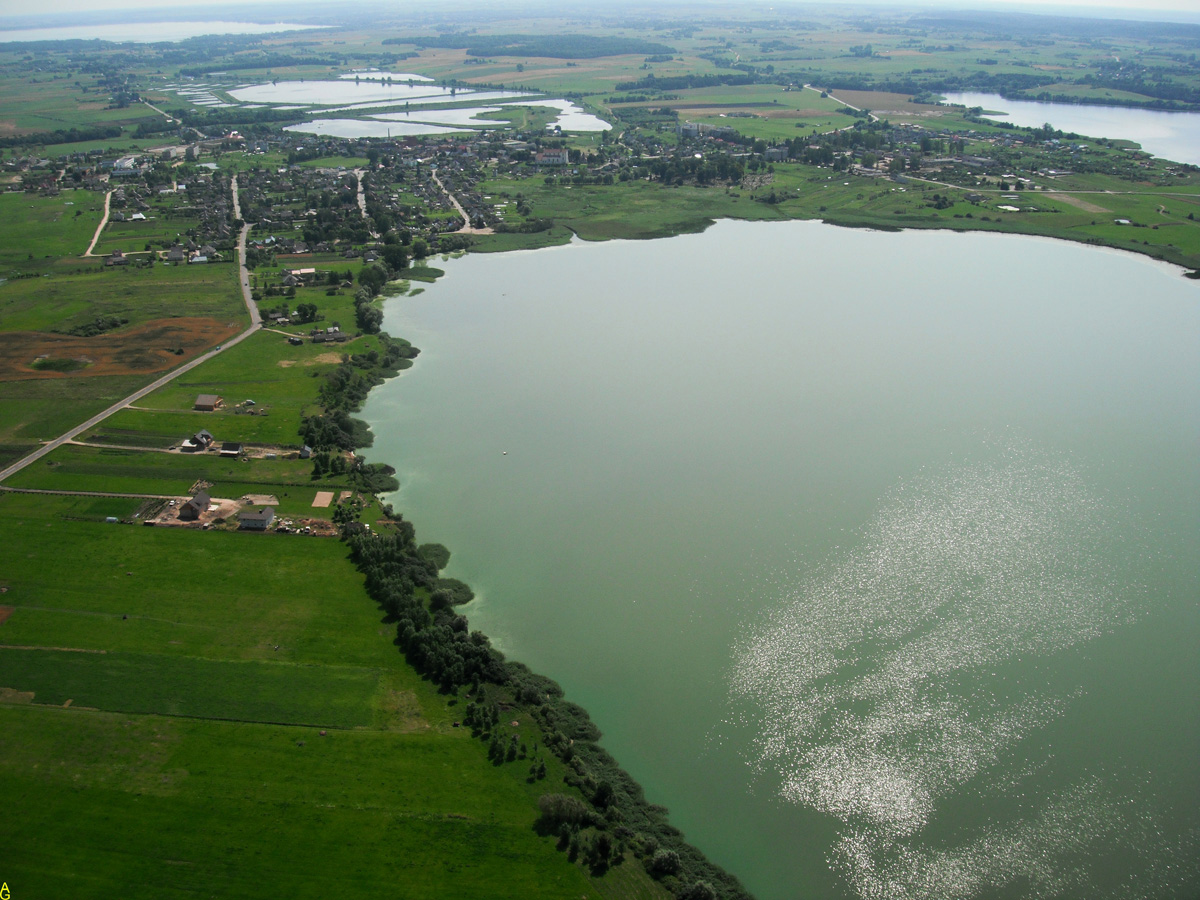
Озеро Сімно

Можливо, що це водний топонім від озера Сімно, яке знаходиться на північ від міста, хоча важко пояснити таку назву озера. Якщо припустити, що назва міста є власною назвою місцевості, можна було б припустити, що вона може походити від християнського імені Сімон' (Сім).
Народна легенда розповідає про те, що колись давно жили два добрі велетні Сім і Сін. Вони подружилися і вирішили побудувати для обраного міста дуже гарну церкву, але, оглядаючись навколо, не знайшли підходящого пагорба. Тоді один кинувся нести землі зі сходу, інший із заходу. Вони засипали пагорб, і в ущелинах, звідки вони брали ґрунт, тепер плавають озера Сімнос і Гілуїтіс. Закінчивши роботу, велетні пригостили один одного тютюном, потиснули один одному руки, кинули кожен по жмені дорогоцінного каміння в озера й розділилися — один на полювання, другий на риболовлю. Мешканці, дякуючи велетням, об’єднали їх назви в одну – «Сімнас». Так назвали місцевість, де збудували церкву на горі.

## Історія
Вперше згадується у 1382 р. Перші жителі почали селитися на нинішньому місці в 15 столітті, після битви при Жальгірісі. З 1494 в документах згадується садиба Сімнас Великого князя Литовського, яка входила до комплексу державних маєтків - Алицької економії. Це перша згадка Сімнаса в письмових джерелах 16 століття. 1520 управитель Садиби Сімнас Йонас Забжезінскіс розпочав будівництво костелу Сімнас з оборонними елементами. Будівництво та масштабні реконструкційні роботи тривали кілька століть, але риси раннього Відродження збереглися. Цінним інтер'єром костелу вважається чудотворний малюнок Матері Божої в бічному вівтарі. Це найстаріша пам'ятка архітектури в даній місцевості.
1625 самоврядуванням міста опікувався литовський підканцлер і староста Сімнаса Повілас Сапіга. 2 січня 1626 король [[Сигізмунд III Ваза]] надав Сімнасу магдебурзьке право, печатку та герб. 1776 самоврядування було втрачене. 15 червня 1792 король Станіслав-Август Понятовський видав привілей про відновлення втрачених прав міста, але під час політичних потрясінь місто знову їх втратило. 
За Третього поділу Польщі у XVIII столітті відійшов до Російської Імперії. Був селищем Кальварійського повіту Августівської, потім Сувальської губерній . В 1899 через місто пройшла бічна гілка Петербурго-Варшавської залізниці. Під час Першої світової війни Сімнас був окупований німецькою армією. До 1917 р. називався Сімно.  
У 18 столітті при намісництві церкви діяла парафіяльна школа. 19 століття у Сімнасі було створено пошту та аптеку.
На початку 20 століття місто почало розростатися, утворилася радіальна структура вулиць із площею неправильної форми в центрі.
З 1921 до 1939 входив до складу незалежної Литви. У 1940 р. був окупований СРСР.
22 червня 1941 вранці розбомблено казарми 553-го стрілецького полку в Сімнасі. 23 червня 1941 Сімнас був зайнятий німецькими військами. 
12 серпня 1941 ~700 жителів містечка розстріляли в Калесниковському лісі. У післявоєнні роки в районі активно діяли партизани Дайнавського району і партизанська група Дзукі.
Після Другої світової війни Сімнас знову опинився під окупацією СРСР. 
28 грудня 1956 Сімнас знову отримав права міста. За совєцьких часів існував центральний населений пункт Сімніс, на трасі на Кросну працював цех Алітуської швейної фабрики «Дайнава».
До 23 січня 1959 був центром Сімнаського району.
З 1991 у складі Литви. З 1995 є центром однойменного староства. 29 червня 1999 отримав герб.
Головна пам'ятка Сімнаса  — церква Успіння Діви Марії, побудована в 1520 р. і з того часу багаторазово руйнувалася і перебудовувалася; 1812 р. в будівлі церкви знаходився шпиталь французької армії.
1999 підтверджено поточний Герб Сімнаса.

## Населення
| жителів | 1622 | 1512 | 1625 | 2313 | 1980 | 1736 | 1198 |

## Визначні пам'ятки
- Костел Успіння Діви Марії — єдиний у Литві костел базиліанського плану епохи Відродження [3](1520).

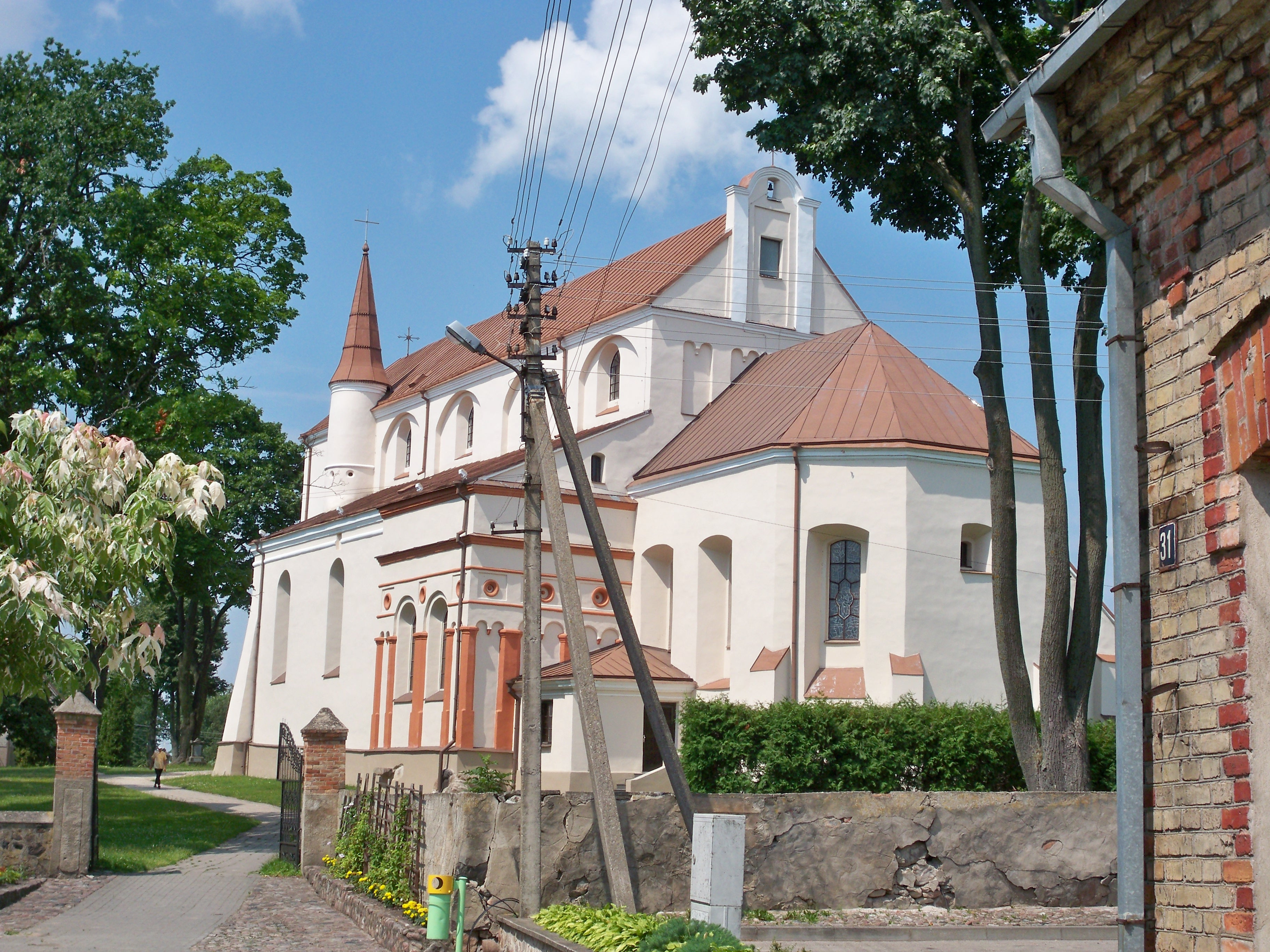
Костел Успіння Діви Марії